# Mussaenda arcuata
Mussaenda arcuata är en måreväxtart som beskrevs av Jean Louis Marie Poiret. Mussaenda arcuata ingår i släktet Mussaenda och familjen måreväxter. Inga underarter finns listade i Catalogue of Life.